# Diamphidiatoxine
Diamphidiatoxine is een gif dat voorkomt in bepaalde kevers van het geslacht diamphidia (familie chrysomelidae), in Zuid-Afrika, bijvoorbeeld D. nigro-ornata en D. vittatipennis.
De kever, in de vorm van sap uit de poppen ervan, wordt door de San (bosjesmannen) gebruikt om pijlpunten mee te vergiftigen.
Het is een eiwit met een molecuulgewicht van ongeveer 60.000. Het werkingsmechanisme lijkt zowel hemolyse als verstoring van de zenuwgeleiding te omvatten
. De LD50 is ongeveer 0,005-0,02 mg/kg. Het zou bij opname door de mond veel minder giftig zijn (wat bij pijlgiften natuurlijk een pre is, maar wel de vraag doet rijzen waarom de kever het maakt als het hem niet tegen predatie zou beschermen).
Als pijlgif is het opmerkelijk omdat het effect bij grote dieren pas na uren tot dagen intreedt, waardoor de jager zijn prooi na het schot soms nog uren tot dagen moet achtervolgen.